# Auterive (Haute-Garonne)
Auterive (okzitanisch Autariba) ist eine französische Gemeinde im Département Haute-Garonne (Région Okzitanien) mit 10.291 Einwohnern (Stand 1. Januar 2022). Sie gehört zum Arrondissement Muret und zum Kanton Auterive. Die Bewohner werden Auterivains und Auterivaines genannt.

## Lage
Die Gemeinde liegt knapp 30 Kilometer südlich von Toulouse und 19 Kilometer östlich von Muret an der Ariège, einem Nebenfluss der Garonne. An der westlichen Gemeindegrenze verläuft der Fluss Mouillonne. Sie besteht ausschließlich aus dem Hauptort Auterive und wird von der Départementsstraße D 820 durchquert. Im Norden schließt sich, etwas abgesetzt, ein Industriegebiet an.
Nachbargemeinden sind (von Norden im Uhrzeigersinn): Grépiac, Labruyère-Dorsa, Auragne, Mauvaisin, Cintegabelle, Caujac, Mauressac, Grazac, Lagrâce-Dieu, Puydaniel und Miremont.

## Bevölkerungsentwicklung
| Jahr                       | 1962 | 1968 | 1975 | 1982 | 1990 | 1999 | 2007 | 2019 |
| Einwohner                  | 3133 | 4445 | 5178 | 5436 | 5814 | 6531 | 8435 | 9923 |
| Quellen: Cassini und INSEE |      |      |      |      |      |      |      |      |

## Sehenswürdigkeiten
Die Kirche St-Paul ist romanischen Ursprungs. Turm und Fassade stammen aus dem 14. Jahrhundert. Seit 1926 steht der Turm und die Fassade und seit 1990 auch das Langhaus, der Chor, die zehn Seitenkapellen und die Ausstattung als Monument historique unter Denkmalschutz.
Das Haus Malbosc mit seinem Haupt- und Nebengebäude, die durch einen Hof mit Brunnen getrennt stehen, stammt aus dem 16./17. Jahrhundert. Es ist seit 2022 als Monument historique eingeschrieben.
Siehe auch: Liste der Monuments historiques in Auterive (Haute-Garonne)

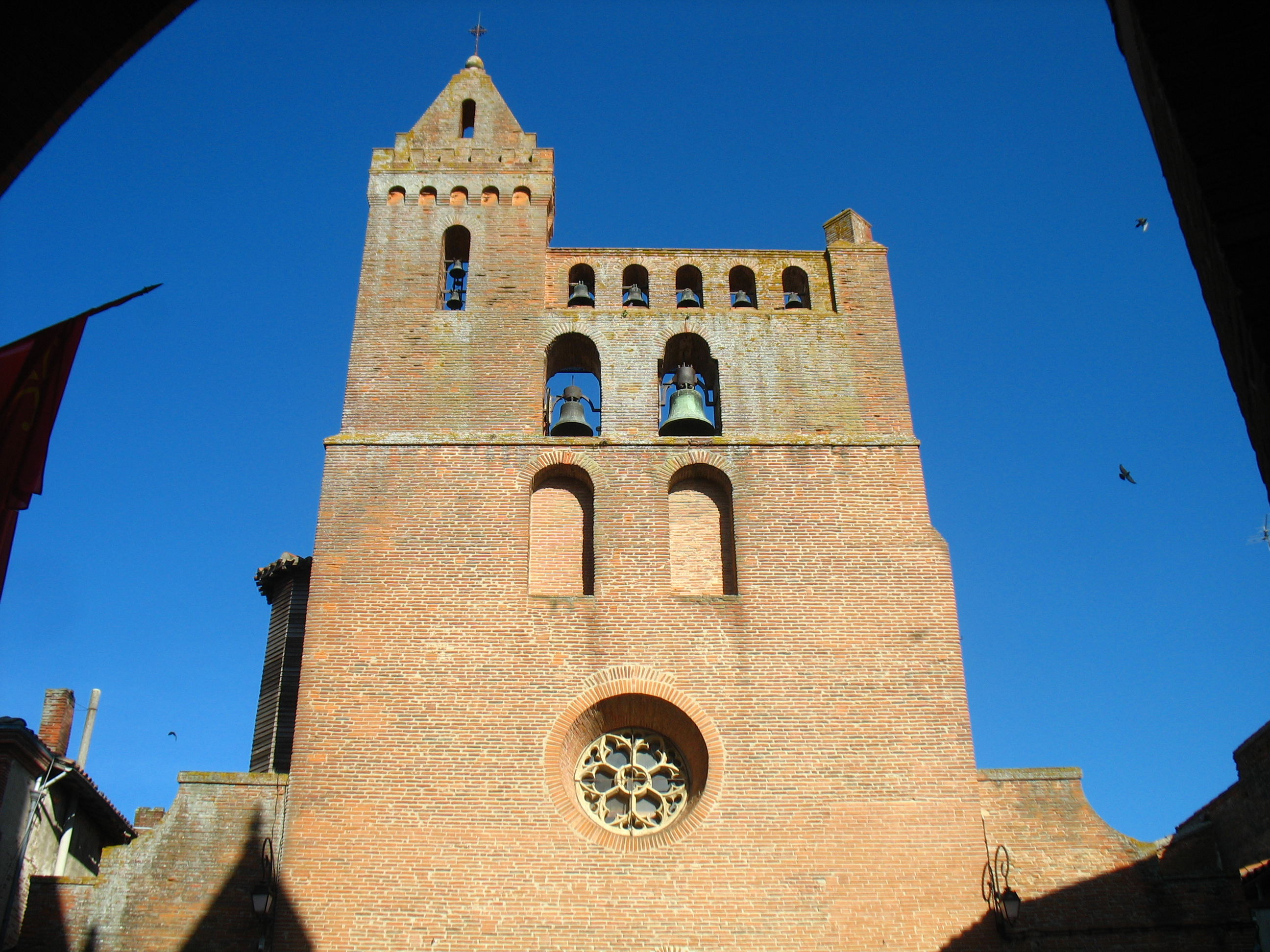
Kirche St-Paul
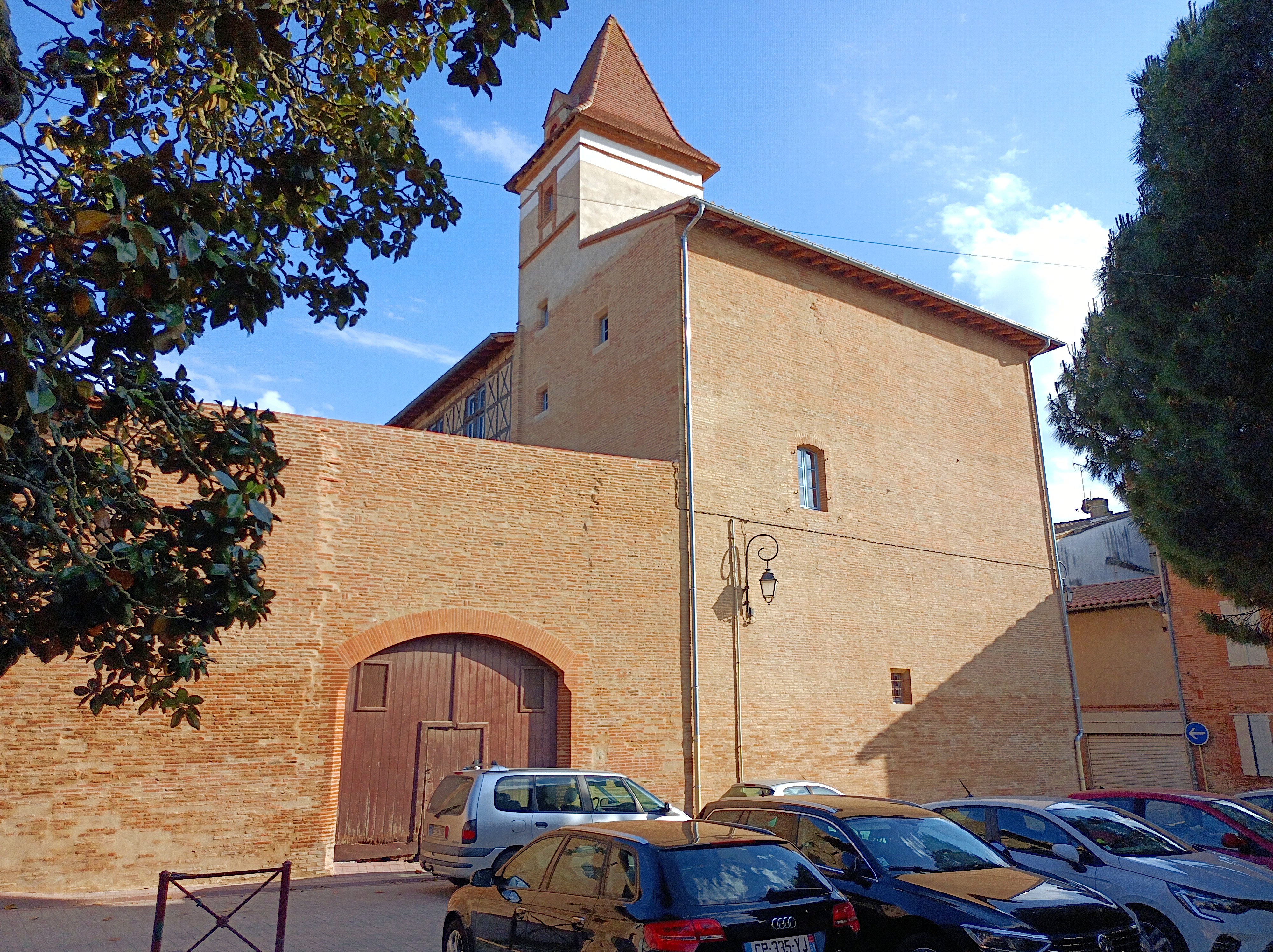
Haus Malbosc

## Gemeindepartnerschaften
Partnergemeinde von Auterive ist die deutsche Gemeinde Südheide in Niedersachsen. 1979 wurde die Partnerschaft mit der damals selbständigen Gemeinde Hermannsburg geschlossen, die heute ein Ortsteil von Südheide ist. Weitere Partnergemeinden sind Arenys de Mar in Katalonien (Spanien) und Fontanelle in der italienischen Region Venetien.